# Ștorobăneasa
Ștorobăneasa – wieś w Rumunii, w okręgu Teleorman, w gminie Ștorobăneasa. W 2011 roku liczyła 1664 mieszkańców.